# Hordeum brachyantherum
Hordeum brachyantherum là một loài thực vật có hoa trong họ Hòa thảo. Loài này được Nevski mô tả khoa học đầu tiên năm 1936.

## Hình ảnh

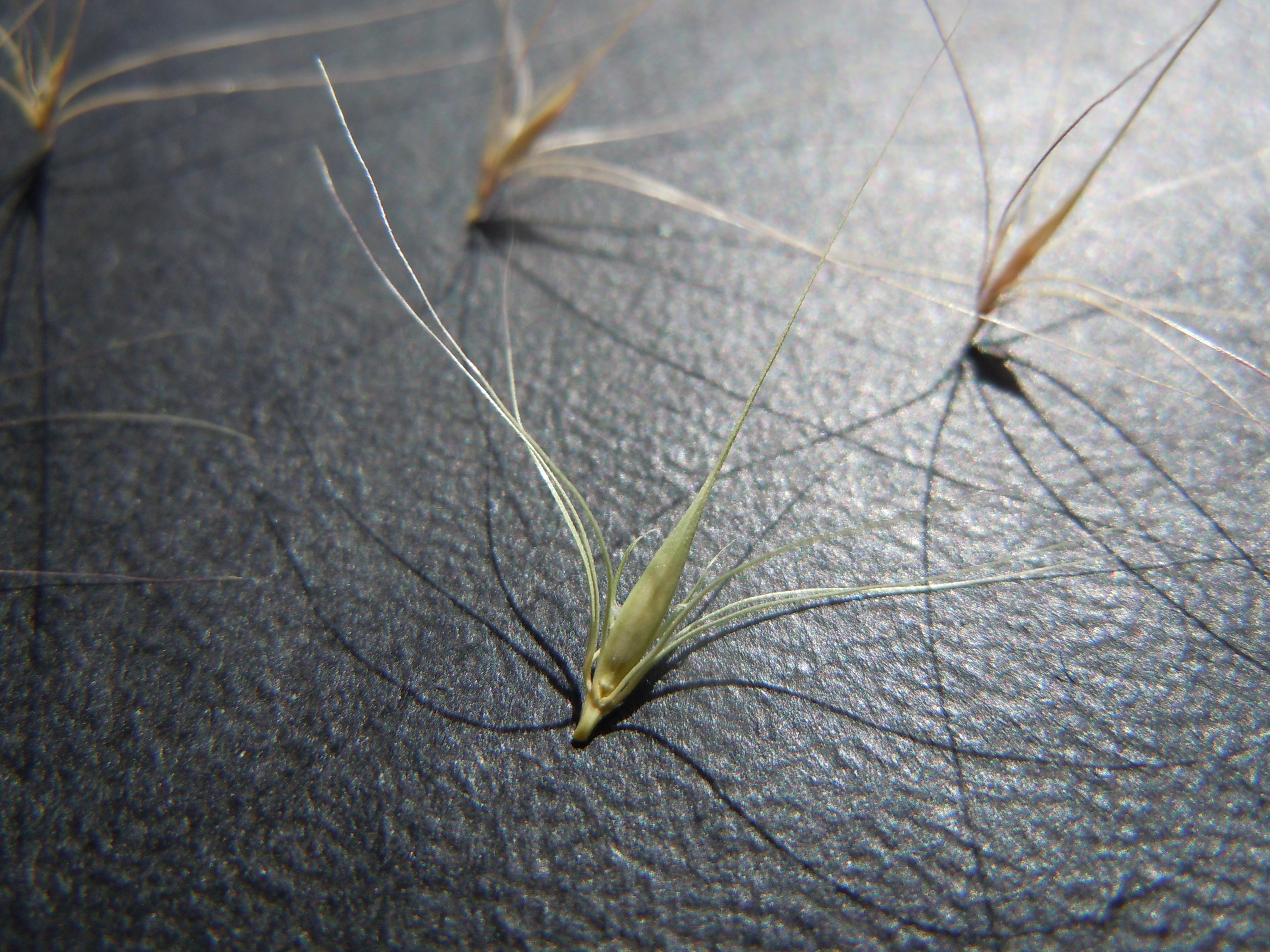
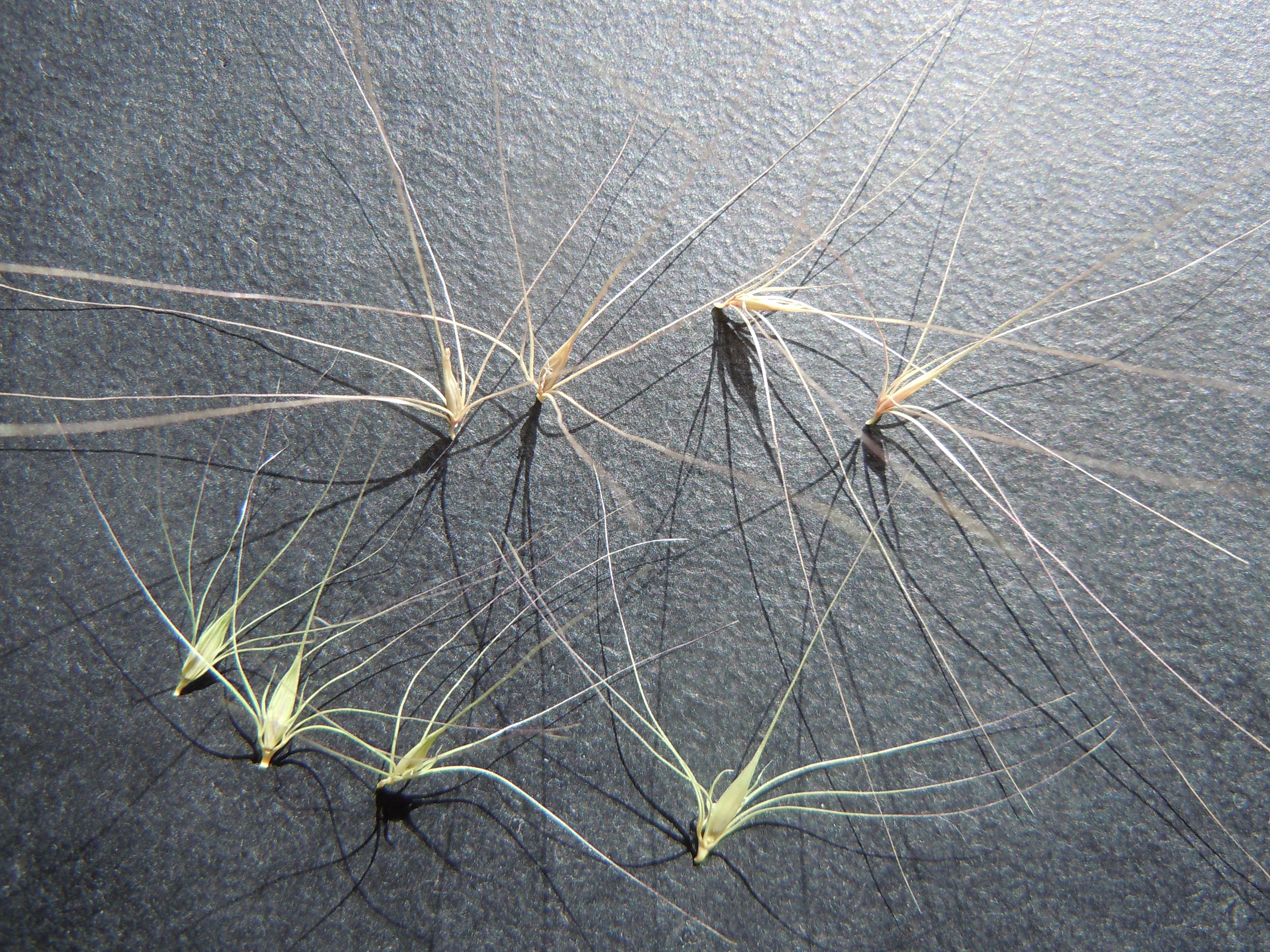
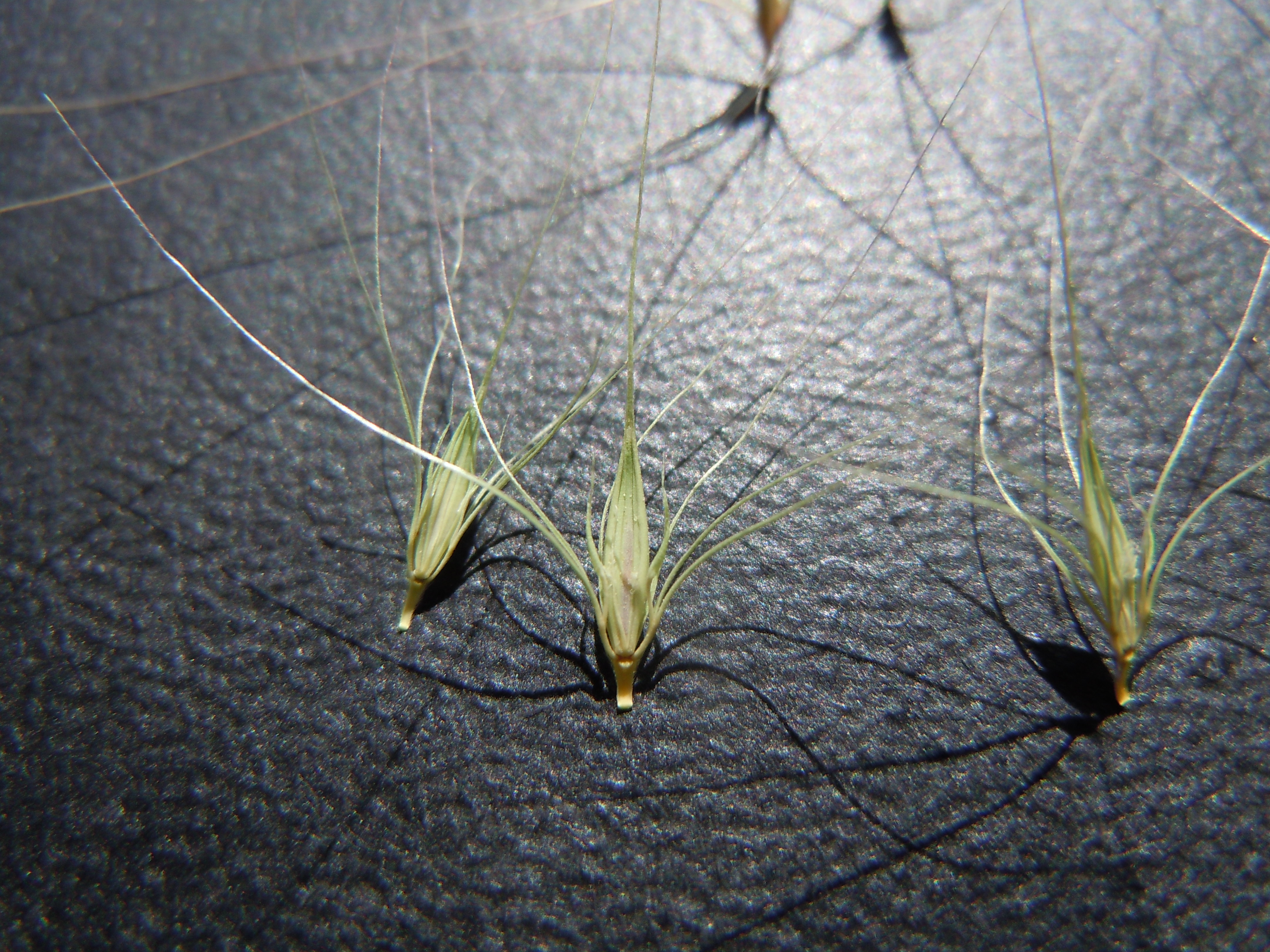
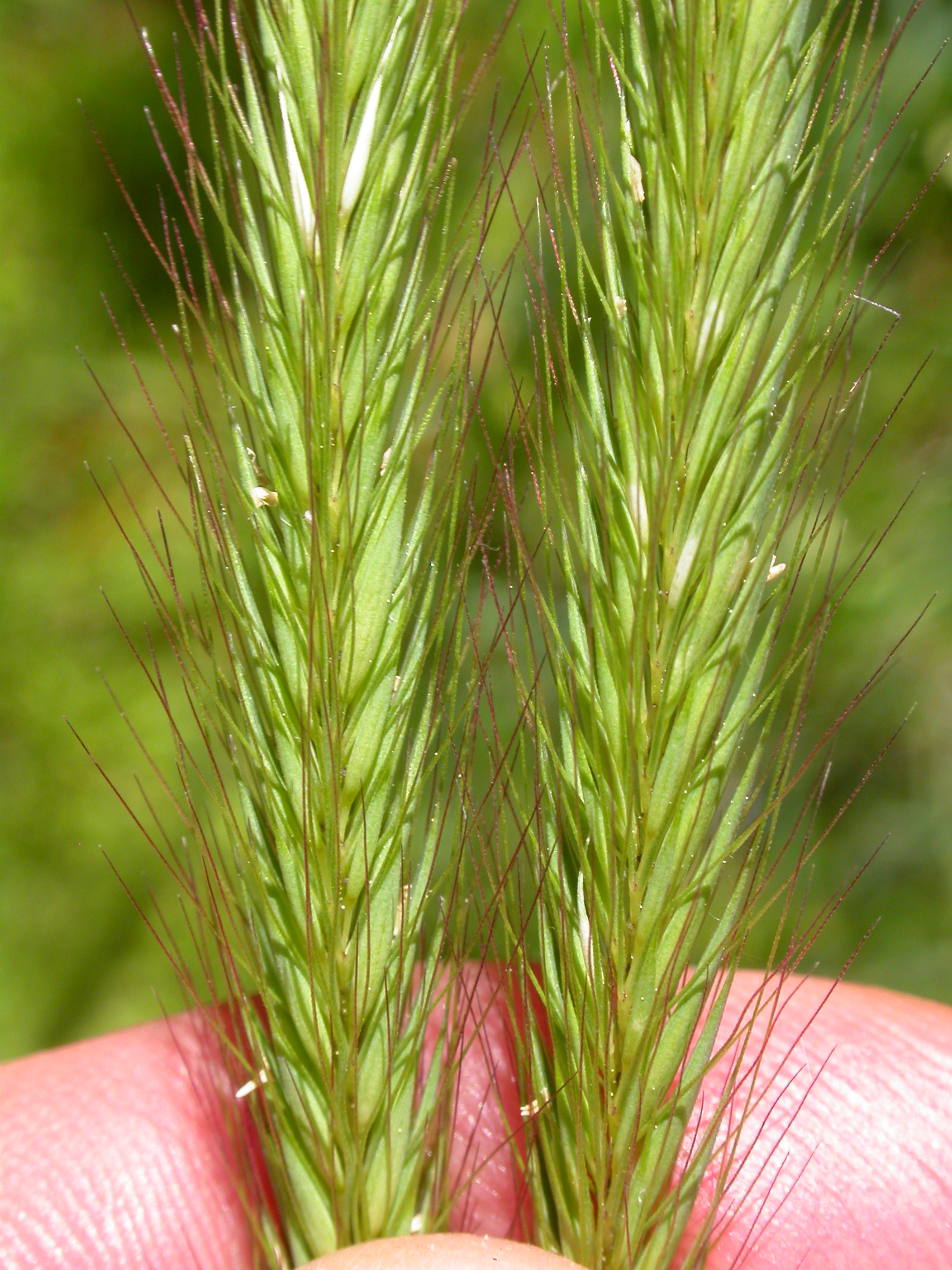